# Vaccaei

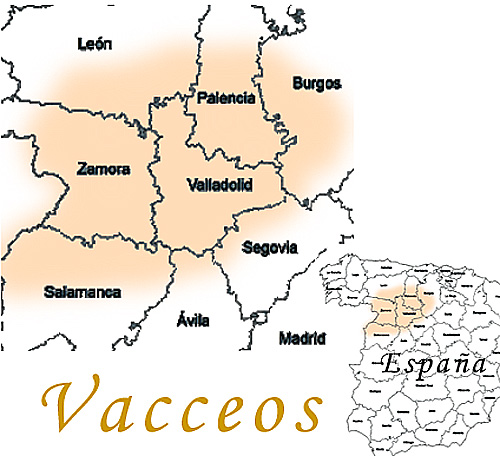
Kaart van het territorium van de Vaccaei.

Vaccaei (Oudgrieks: Οὐακκαῖοι) was een machtige Spaanse volksstam in het noordwesten van het Iberische Schiereiland, aan de Duero.
Hun hoofdstad was Pallantia (het huidige Palencia). Zij bebouwden de grond in gemeenschap en deelden evenredig de opbrengst. Zij waren zeer krijgshaftig en maakten het de Puniërs (Carthagers) dikwijls zeer lastig.